# Forest Hill (Louisiana)
Forest Hill és una població dels Estats Units a l'estat de Louisiana. Segons el cens del 2000 tenia 456 habitants.

## Demografia
Segons el cens del 2000, Forest Hill tenia 456 habitants, 167 habitatges, i 125 famílies. La densitat de població era de 55,9 habitants/km².
Dels 167 habitatges en un 35,3% hi vivien nens de menys de 18 anys, en un 65,3% hi vivien parelles casades, en un 7,2% dones solteres, i en un 24,6% no eren unitats familiars. En el 18,6% dels habitatges hi vivien persones soles el 7,8% de les quals corresponia a persones de 65 anys o més que vivien soles. El nombre mitjà de persones vivint en cada habitatge era de 2,73 i el nombre mitjà de persones que vivien en cada família era de 3,13.
Per edats la població es repartia de la següent manera: un 24,8% tenia menys de 18 anys, un 10,5% entre 18 i 24, un 27,2% entre 25 i 44, un 24,6% de 45 a 60 i un 12,9% 65 anys o més.
L'edat mediana era de 34 anys. Per cada 100 dones de 18 o més anys hi havia 101,8 homes.
La renda mediana per habitatge era de 36.667 $ i la renda mediana per família de 42.292 $. Els homes tenien una renda mediana de 27.500 $ mentre que les dones 16.875 $. La renda per capita de la població era de 15.859 $. Entorn del 13% de les famílies i el 15,5% de la població estaven per davall del llindar de pobresa.

## Poblacions més properes
El següent diagrama mostra les poblacions més properes.